# Акаба, Юкико
Юкико Акаба (яп. 赤羽 有紀子; род. 18 октября 1979, Тотиги) — японская легкоатлетка, специалистка по бегу на длинные дистанции и марафону. Выступала за сборную Японии по лёгкой атлетике в конце 2000-х — начале 2010-х годов, победительница Осакского марафона, участница летних Олимпийских игр в Пекине.

## Биография
Юкико Акаба родилась 18 октября 1979 года в посёлке Хага префектуры Тотиги, Япония.
По окончании школы поступила в Японский университет спортивной науки Ниттайдай, состояла в местной легкоатлетической команде, неоднократно принимала участие в гонках экидэн. Позже представляла команду сельскохозяйственной компании Hokuren.
Первого серьёзного успеха на международном уровне добилась в сезоне 1999 года, когда вошла в состав японской национальной сборной и побывала на летней Универсиаде в Пальме, откуда привезла награду серебряного достоинства, выигранную в полумарафоне. Два года спустя на аналогичных соревнованиях в Пекине стала пятой в беге на 5000 метров и завоевала бронзовую медаль в беге на 10 000 метров.
В 2005 году вышла замуж и вскоре родила дочь. В связи с рождением ребёнка в это время не показывала сколько-нибудь значимых результатов.
Благодаря череде удачных выступлений удостоилась права защищать честь страны на летних Олимпийских играх 2008 года в Пекине. В беге на 5000 метров не смогла преодолеть предварительный квалификационный этап, тогда как в беге на 10 000 метров заняла в финале 18 место. Также в этом сезоне отметилась выступлением на чемпионате мира по полумарафону в Акабе, где закрыла десятку сильнейших в личном зачёте и помогла японской сборной выиграть бронзу в командном зачёте.
После пекинской Олимпиады Акаба осталась в составе легкоатлетической команды Японии и продолжила принимать участие в крупнейших международных соревнованиях. Так, в 2009 году она стартовала на Кубке мира по марафону, проходившем в рамках чемпионата мира в Берлине — заняла 31 место в личном зачёте и стала серебряной призёркой в командном. Кроме того, на мировом первенстве по полумарафону в Бирмингеме показала на финише 25 результат.
В 2010 году в качестве фаворитки выходила на старт Осакского международного женского марафона, но примерно на середине дистанции сошла. Позже показала достаточно высокий результат 1:11:09 на женском полумарафоне в Мацуэ, став на финише второй. С результатом 2:24:55 финишировала шестой на Лондонском марафоне.
В 2011 году выиграла Осакский марафон, хотя показанного здесь времени оказалось недостаточно для попадания в состав японской сборной на предстоящем мировом первенстве. В дальнейшем на Лондонском марафоне ей всё же удалось выполнить норматив, она показала лучшее своё время в данной дисциплине — 2:24:09. Впоследствии на чемпионате мира в Тэгу стала в марафоне пятой.
В 2012 году была восьмой на Нагойском международном женском марафоне. В качестве запасной бегуньи состояла в японской олимпийской сборной, но в конечном счёте выступить на Олимпиаде в Лондоне ей не довелось. Позже в том же сезоне Акаба выиграла женский полумарафон Санъё.
В 2013 году выиграла бронзовую медаль Лондонского марафона, уступив на финише только кенийкам Приске Джепту и Эдне Киплагат. Была лучшей на марафоне в Голд-Косте.